# 第62回全日本大学バスケットボール選手権大会
第62回全日本大学バスケットボール選手権大会（だい62かい ぜんにほんだいがくバスケットボールせんしゅけんたいかい）は、2010年11月22日から28日（女子）ならびに11月29日から12月5日（男子）まで兵庫県尼崎市（女子）ならびに東京都渋谷区（男子）で行われた全日本大学バスケットボール選手権大会 。

## 日程
女子
- 11月22日 - 女子1回戦
- 11月23日 - 女子1回戦
- 11月24日 - 女子2回戦
- 11月25日 - 女子2回戦
- 11月26日 - 女子準々決勝
- 11月27日 - 女子5～8位決定戦・女子準決勝
- 11月28日 - 女子順位決定戦・女子決勝・女子閉会式

男子
- 11月29日 - 男子1回戦
- 11月30日 - 男子1回戦
- 12月1日 - 男子1回戦・男子2回戦
- 12月2日 - 男子2回戦
- 12月3日 - 男子準々決勝
- 12月4日 - 男子5～8位決定戦・男子準決勝
- 12月5日 - 男子順位決定戦・男子決勝・男子閉会式

## 会場
男子
- 代々木第二体育館

女子
- ベイコム総合体育館

## 出場校

### 男子
北海道・東北
- 北海道1位 札幌大学（25年連続38回目）
- 北海道2位 東海大学札幌（初出場）
- 東北1位 富士大学（3年連続3回目）
- 東北2位 仙台大学（7年ぶり10回目）

関東
- 関東1位 青山学院大学（28年連続34回目）
- 関東2位 慶應義塾大学（13年連続54回目）
- 関東3位 東海大学（11年連続18回目）
- 関東4位 日本大学（59年連続59回目）
- 関東5位 拓殖大学（2年連続38回目）
- 関東6位 専修大学（26年連続45回目）
- 関東7位 明治大学（17年連続57回目）
- 関東8位 筑波大学（62年連続62回目）
- 関東9位 中央大学（5年連続53回目）
- 関東10位 法政大学（11年連続50回目）
- 関東11位 大東文化大学（2年ぶり19回目）
- 関東12位 早稲田大学（11年連続55回目）
- 関東13位 関東学院大学（7年ぶり12回目）

北信越・東海
- 北信越1位 富山大学（61年ぶり2回目）
- 北信越2位 新潟経営大学（3年ぶり6回目）
- 東海1位 浜松大学（7年連続10回目）
- 東海2位 愛知学泉大学（23年連続23回目）
- 東海3位 中京大学（4年ぶり46回目）

近畿
- 関西1位 天理大学（4年連続15回目）
- 関西2位 関西学院大学（2年連続32回目）
- 関西3位 京都産業大学（3年連続39回目）
- 関西4位 関西大学（3年連続30回目）

中国・四国
- 中国1位 徳山大学（2年連続7回目）
- 中国2位 倉敷芸術科学大学（2年連続6回目）
- 四国1位 松山大学（5年ぶり23回目）

九州
- 九州1位 九州産業大学（2年連続36回目）
- 九州2位 鹿屋体育大学（5年連続18回目）
- 九州3位 日本経済大学（初出場）

### 女子
北海道・東北
- 北海道1位 札幌大学（11年連続23回目）
- 北海道2位 北翔大学（2年連続33回目）
- 東北1位 山形大学（6年連続26回目）
- 東北2位 仙台大学（3年連続13回目）

関東
- 関東1位 拓殖大学（6年連続10回目）
- 関東2位 松蔭大学（9年連続9回目）
- 関東3位 筑波大学（56年連続56回目）
- 関東4位 早稲田大学（20年連続22回目）
- 関東5位 玉川大学（11年連続11回目）
- 関東6位 日本女子体育大学（56年連続56回目）
- 関東7位 白鷗大学（15年連続15回目）
- 関東8位 専修大学（27年連続27回目）
- 関東9位 山梨学院大学（初出場）

北信越
- 北信越1位 新潟経営大学（3年ぶり3回目）
- 北信越2位 新潟医療福祉大学（5年連続5回目）

東海
- 東海1位 愛知学泉大学（30年連続53回目）
- 東海2位 桜花学園大学（14年連続16回目）
- 東海3位 中京大学（4年連続24回目）
- 東海4位 浜松大学（初出場）

近畿
- 関西1位 大阪人間科学大学（34年連続34回目）
- 関西2位 立命館大学（16年連続16回目）
- 関西3位 大阪体育大学（41年連続41回目）
- 関西4位 武庫川女子大学（26年連続45回目）
- 関西5位 関西外国語大学（5年連続14回目）
- 関西6位 天理大学（3年連続33回目）
- 関西7位 関西学院大学（7年ぶり2回目）

中国・四国
- 中国1位 環太平洋大学（2年連続2回目）
- 中国2位 広島大学（16年連続32回目）
- 四国1位 愛媛女子短期大学（7年連続7回目）

九州
- 九州1位 鹿屋体育大学（18年連続23回目）
- 九州2位 西南女学院大学（3年連続8回目）
- 九州3位 九州共立大学（2年ぶり2回目）

## 試合結果
男子
- Y…代々木第二体育館

女子
- B…ベイコム総合体育館（A・B）

### 男子
1回戦
| 日時      | Y                               |
| --------- | ------------------------------- |
| 29日10:20 | 中央大 103 - 79 東海大札幌      |
| 29日12:00 | 日本経済大 61 - 73 筑波大       |
| 29日13:40 | 札幌大 53 - 61 愛知学泉大（OT） |
| 29日15:20 | 鹿屋体育大 92 - 58 専修大       |
| 29日17:00 | 東海大 83 - 53 中京大           |
| 29日18:40 | 青山学院大 112 - 53 新潟経営大  |
| 30日10:20 | 明治大 76 - 42 倉敷芸術科学大   |
| 30日12:00 | 富士大 75 - 73 法政大           |
| 30日13:40 | 大東文化大 76 - 85 関西大       |
| 30日15:20 | 九州産業大 68 - 90 京都産業大   |
| 30日17:00 | 仙台大 62 - 81 拓殖大           |
| 30日18:40 | 徳山大 79 - 121 慶應義塾大      |
| 1日10:20  | 富山大 88 - 75 関西学院大       |
| 1日12:00  | 浜松大 71 - 74 早稲田大         |
| 1日13:40  | 天理大 72 - 84 関東学院大       |
| 1日15:20  | 松山大 50 - 126 日本大          |

2回戦
| 日時     | Y                             |
| -------- | ----------------------------- |
| 1日17:00 | 中央大 64 - 52 鹿屋体育大     |
| 1日18:40 | 青山学院大 88 - 50 愛知学泉大 |
| 2日10:20 | 明治大 81 - 73 拓殖大         |
| 2日12:00 | 関東学院大 112 - 78 富山大    |
| 2日13:40 | 早稲田大 63 - 66 日本大（OT） |
| 2日15:20 | 東海大 98 - 67 筑波大         |
| 2日17:00 | 京都産業大 101 - 84 富士大    |
| 2日18:40 | 関西大 67 - 102 慶應義塾大    |

準々決勝
| 日時     | Y                              |
| -------- | ------------------------------ |
| 3日13:00 | 関東学院大 83 - 71 日本大      |
| 3日14:40 | 東海大 71 - 74 明治大（OT）    |
| 3日16:20 | 京都産業大 93 - 108 慶應義塾大 |
| 3日18:00 | 青山学院大 92 - 54 中央大      |

5～8位決定戦
| 日時     | Y                         |
| -------- | ------------------------- |
| 4日13:00 | 東海大 91 - 60 京都産業大 |
| 4日14:40 | 中央大 61 - 75 日本大     |

準決勝
| 日時     | Y                             |
| -------- | ----------------------------- |
| 4日16:20 | 明治大 72 - 101 慶應義塾大    |
| 4日18:00 | 青山学院大 91 - 71 関東学院大 |

7位決定戦
| 日時     | Y                         |
| -------- | ------------------------- |
| 5日11:00 | 中央大 79 - 69 京都産業大 |

5位決定戦
| 日時     | Y                     |
| -------- | --------------------- |
| 5日12:40 | 日本大 58 - 73 東海大 |

3位決定戦
| 日時     | Y                         |
| -------- | ------------------------- |
| 5日14:20 | 関東学院大 63 - 75 明治大 |

決勝
| 日時     | Y                             |
| -------- | ----------------------------- |
| 5日16:00 | 青山学院大 93 - 76 慶應義塾大 |

### 女子
1回戦
| 日時      | BA                                  | BB                              |
| --------- | ----------------------------------- | ------------------------------- |
| 22日13:00 | 玉川大 80 - 51 浜松大               | 白鷗大 82 - 57 中京大           |
| 22日14:40 | 関西外国語大 69 - 62 日本女子体育大 | 山梨学院大 67 - 68 大阪体育大   |
| 22日16:20 | 愛媛女子短大 54 - 85 山形大         | 仙台大 64 - 84 立命館大         |
| 22日18:00 | 拓殖大 115 - 71 関西学院大          | 松蔭大 81 - 72 桜花学園大       |
| 23日13:00 | 新潟医療福祉大 57 - 66 鹿屋体育大   | 広島大 54 - 49 専修大           |
| 23日14:40 | 武庫川女子大 51 - 36 九州共立大     | 西南女学院大 73 - 74 新潟経営大 |
| 23日16:20 | 筑波大 75 - 41 環太平洋大           | 早稲田大 63 - 68 天理大         |
| 23日18:00 | 札幌大 51 - 94 大阪人間科学大       | 北翔大 56 - 117 愛知学泉大      |

2回戦
| 日時      | B                                   |
| --------- | ----------------------------------- |
| 24日13:00 | 玉川大 54 - 72 山形大               |
| 24日14:40 | 白鷗大 64 - 62 立命館大             |
| 24日16:20 | 松蔭大 70 - 55 大阪体育大           |
| 24日18:00 | 拓殖大 99 - 60 関西外国語大         |
| 25日13:00 | 天理大 71 - 36 広島大               |
| 25日14:40 | 筑波大 84 - 80 鹿屋体育大           |
| 25日16:20 | 武庫川女子大 54 - 52 大阪人間科学大 |
| 25日18:00 | 新潟経営大 64 - 92 愛知学泉大       |

準々決勝
| 日時      | B                           |
| --------- | --------------------------- |
| 26日13:00 | 筑波大 70 - 61 武庫川女子大 |
| 26日14:40 | 松蔭大 74 - 68 白鷗大       |
| 26日16:20 | 天理大 43 - 65 愛知学泉大   |
| 26日18:00 | 拓殖大 75 - 59 山形大       |

5～8位決定戦
| 日時      | B                                 |
| --------- | --------------------------------- |
| 27日13:00 | 白鷗大 76 - 70 天理大             |
| 27日14:40 | 山形大 72 - 73 武庫川女子大（OT） |

準決勝
| 日時      | B                         |
| --------- | ------------------------- |
| 27日16:20 | 松蔭大 51 - 81 愛知学泉大 |
| 27日18:00 | 拓殖大 84 - 76 筑波大     |

7位決定戦
| 日時     | K                     |
| -------- | --------------------- |
| 28日9:30 | 山形大 65 - 67 天理大 |

5位決定戦
| 日時      | K                           |
| --------- | --------------------------- |
| 28日11:10 | 武庫川女子大 77 - 72 白鷗大 |

3位決定戦
| 日時      | K                     |
| --------- | --------------------- |
| 28日12:50 | 筑波大 78 - 65 松蔭大 |

決勝
| 日時      | K                         |
| --------- | ------------------------- |
| 28日14:30 | 拓殖大 78 - 66 愛知学泉大 |

## 順位
| 順位   | 男子         | 男子         | 女子           | 女子         |
| 順位   | 大学名       | 備考         | 大学名         | 備考         |
| ------ | ------------ | ------------ | -------------- | ------------ |
| 優勝   | 青山学院大学 | 3年ぶり3回目 | 拓殖大学       | 2年ぶり2回目 |
| 準優勝 | 慶應義塾大学 |              | 愛知学泉大学   |              |
| 3位    | 明治大学     |              | 筑波大学       |              |
| 4位    | 関東学院大学 |              | 松蔭大学       |              |
| 5位    | 東海大学     |              | 武庫川女子大学 |              |
| 6位    | 日本大学     |              | 白鷗大学       |              |
| 7位    | 中央大学     |              | 天理大学       |              |
| 8位    | 京都産業大学 |              | 山形大学       |              |

## 表彰
| タイトル     | 男子                 | 男子               | 男子                        | 女子            | 女子                                | 女子                        |
| タイトル     | 選手名               | 所属               | 備考                        | 選手名          | 所属                                | 備考                        |
| ------------ | -------------------- | ------------------ | --------------------------- | --------------- | ----------------------------------- | --------------------------- |
| 得点王       | 金丸晃輔             | 明治大№14、4年     | 133点                       | 福士佳恵        | 筑波大№5、4年                       | 97点                        |
| 3P王         | 金丸晃輔             | 明治大№14、4年     | 25本                        | 山中美佳        | 愛知学泉大№4、4年                   | 18本                        |
| リバウンド王 | ファイエ・パプムール | 関東学院大№1、4年  | OFF19REB DEF45REB 合計64REB | 松澤希美        | 武庫川女子大№8、3年                 | OFF13REB DEF40REB 合計53REB |
| アシスト王   | 熊谷駿               | 京都産業大№1、3年  | 23本                        | 佐藤梓 木下歩紀 | 拓殖大№11、3年 武庫川女子大№13、3年 | 15本                        |
| 優秀選手     | 辻直人               | 青山学院大№14、3年 |                             | 川上聖子        | 拓殖大№5、4年                       |                             |
| 優秀選手     | 比江島慎             | 青山学院大№56、2年 |                             | 佐藤梓          | 拓殖大№11、3年                      |                             |
| 優秀選手     | 酒井祐典             | 慶應義塾大№5、4年  |                             | 園田奈緒        | 愛知学泉大№10、3年                  |                             |
| 優秀選手     | 金丸晃輔             | 明治大№14、4年     |                             | 福士佳恵        | 筑波大№5、4年                       |                             |
| 優秀選手     | ファイエ・パプムール | 関東学院大№1、4年  |                             | 田中真波        | 松蔭大№8、4年                       |                             |
| MIP          | 篠山竜青             | 日本大№4、4年      |                             | 乗松美翠        | 天理大№7、4年                       |                             |
| 敢闘賞       | 二ノ宮康平           | 慶應義塾大№4、4年  |                             | 山中美佳        | 愛知学泉大№4、4年                   |                             |
| MVP          | 橋本竜馬             | 青山学院大№0、4年  |                             | 森ムチャ        | 拓殖大№4、4年                       |                             |